# Malthinus bezdeki
Malthinus bezdeki es una especie de coleóptero de la familia Cantharidae.

## Distribución geográfica
Habita en Turquía.